# Le favole più belle
Le favole più belle (Festival of Family Classics) è una serie televisiva animata statunitense-canadese-giapponese del 1972 prodotta dalla Rankin/Bass.

## Trama
L'opera è la trasposizione televisiva di famosi racconti popolari, fiabe e classici della letteratura.

## Episodi
| Stagione       | Episodi | Prima TV USA | Prima TV Italia |
| -------------- | ------- | ------------ | --------------- |
| Prima stagione | 20      | 1972-1973    | 1982-1983       |

## Personaggi e interpreti
| Personaggio                    | Voce originale      | Voce italiana      |
| ------------------------------ | ------------------- | ------------------ |
| Annunciatore                   | Bernard Cowan       |                    |
| Yankee Doodle                  |                     |                    |
| Danny                          | Billie Mae Richards | Giorgio Borghetti  |
| Cenerentola                    |                     |                    |
| Cenerentola                    | Peg Dixon           | Serena Verdirosi   |
| Matrigna                       |                     | Franca Dominici    |
| Fata madrina                   |                     | Flaminia Jandolo   |
| Fatima                         |                     | Isabella Pasanisi  |
| Principe                       |                     | Roberto Chevalier  |
| Regina                         |                     | Germana Dominici   |
| Re                             |                     | Arturo Dominici    |
| Hiawatha                       |                     |                    |
| Hiawatha                       |                     | Cesare Barbetti    |
| 20.000 leghe sotto i mari      |                     |                    |
| Capitano Nemo                  |                     | Sergio Fiorentini  |
| Conrad                         |                     | Sandro Acerbo      |
| Comandante                     |                     | Sandro Iovino      |
| Jack la lanterna               |                     |                    |
| Jack la lanterna               |                     | Massimo Giuliani   |
| Michael                        |                     | Giuppy Izzo        |
| Colleen                        |                     | Rossella Acerbo    |
| Zelda la strega                |                     | Deddi Savagnone    |
| Sir Archibald                  |                     | Cesare Barbetti    |
| Johnny Seminamele              |                     |                    |
| Johnny Seminamele              |                     | Angelo Nicotra     |
| Il giro del mondo in 80 giorni |                     |                    |
| Willy Fog                      |                     | Gianfranco Bellini |
| Robin Hood                     |                     |                    |
| Robin Hood                     |                     | Tonino Accolla     |
| Little John                    |                     | Angelo Nicotra     |
| Sceriffo di Nottingham         |                     | Arturo Dominici    |
| Willy                          |                     | Fabrizio Manfredi  |
| Il gatto con gli stivali       |                     |                    |
| Jacques                        |                     | Massimo Giuliani   |
| Principessa Melody             |                     | Isabella Pasanisi  |
| L'albero di Natale             |                     |                    |
| Peter                          | Billie Mae Richards | Giorgio Borghetti  |

| Personaggio                      | Voce originale | Voce italiana                                 |
| -------------------------------- | -------------- | --------------------------------------------- |
| Mary                             |                | Rossella Acerbo                               |
| Percival                         | Alfie Scoop    | Vittorio Stagni                               |
| Orazio                           | Carl Banas     | Angelo Nicotra                                |
| Esmeralda                        | Peg Dixon      | Franca Dominici                               |
| Mantu                            | Carl Banas     | Arturo Dominici                               |
| La ballata del Cantastorie       |                |                                               |
| Paul Bunyan                      |                | Roberto Chevalier                             |
| La famiglia Robinson             |                |                                               |
| Fritz                            |                | Massimo De Ambrosis                           |
| Franz                            |                | Marco Guadagno                                |
| Emily                            |                | Valeria Perilli                               |
| La bella addormentata nel bosco  |                |                                               |
| Principessa Bella                | Peg Dixon      | Silvia Tognoloni                              |
| Regina                           |                | Flaminia Jandolo                              |
| Principe                         |                | Sandro Acerbo                                 |
| Le mille e una notte             |                |                                               |
| Pindaro                          |                | Massimo Giuliani                              |
| Fata                             |                | Valeria Perilli                               |
| Alice nel Paese delle Meraviglie |                |                                               |
| Alice                            | Donna Miller   | Silvia Tognoloni                              |
| Gatto Cesare                     | Paul Soles     | Massimo Rinaldi                               |
| Brucaliffo                       | Henry Ramer    | Vittorio Stagni                               |
| Cappellaio Matto                 |                | Gianfranco Bellini                            |
| Falsa Tartaruga                  |                | Vittorio Stagni                               |
| Regina di Cuori                  |                | Anna Miserocchi                               |
| Re di Cuori                      |                | Arturo Dominici                               |
| Robinson Crusoe                  |                |                                               |
| Robinson Crusoe                  |                | Roberto Chevalier                             |
| Tom Sawyer                       |                |                                               |
| Huck Finn                        |                | Vittorio Stagni                               |
| Biancaneve e i sette nani        |                |                                               |
| Biancaneve                       | Peggi Loder    | Silvia Tognoloni                              |
| Regina cattiva                   |                | Deddi Savagnone                               |
| Specchio                         |                | Gianfranco Bellini                            |
| Nani                             |                | Piero Tiberi, Massimo Giuliani, Sandro Acerbo |
| Civetta Perché                   |                | Vittorio Stagni                               |
| Re Massimiliano                  |                | Tonino Accolla                                |

## Produzione
Le animazioni sono state realizzate da due studi giapponesi, Mushi Production e Topcraft. La Mushi Production aveva già prodotto l'anno prima con lo stesso staff Le fiabe di Andersen, le due serie sono infatti molto simili sia nel genere che nel design dei personaggi.

## Distribuzione
La serie, composta da 20 episodi, è stata trasmessa negli Sati Uniti d'America in syndication su varie emittenti televisive dal 10 settembre 1972 al 4 marzo 1973.

### Edizione italiana
In Italia la serie è andata in onda dal 29 agosto 1982 al 23 gennaio 1983 su Rete 4, che la replicò subito dopo. Il doppiaggio italiano è stato eseguito dalla CDC.

### Edizioni home video
Negli Stati Uniti una selezione di episodi è stata distribuita in VHS nel 1989 dalla Starmaker e in DVD tra il 2005 e il 2007 dalla DreamWorks.
In Italia, 18 episodi della serie vennero distribuiti nel 1984 dalla Techno Film in 10 VHS; i due doppi episodi vennero presentati uniti. Successivamente alcuni episodi furono editati dal 1989 dalla De Agostini in edicola nella collana Le mille e una fiaba, insieme ad episodi estratti da altre serie animate e con l'introduzione di Cristina D'Avena. Altre selezioni di episodi sono state distribuite sempre in videocassetta dalla Avo Film e dalla Stardust.